# Sapporo Breweries
Sapporo Breweries Limited (サッポロビール株式会社, Sapporo Bīru Kabushiki-gaisha) est une brasserie japonaise fondée en 1876.

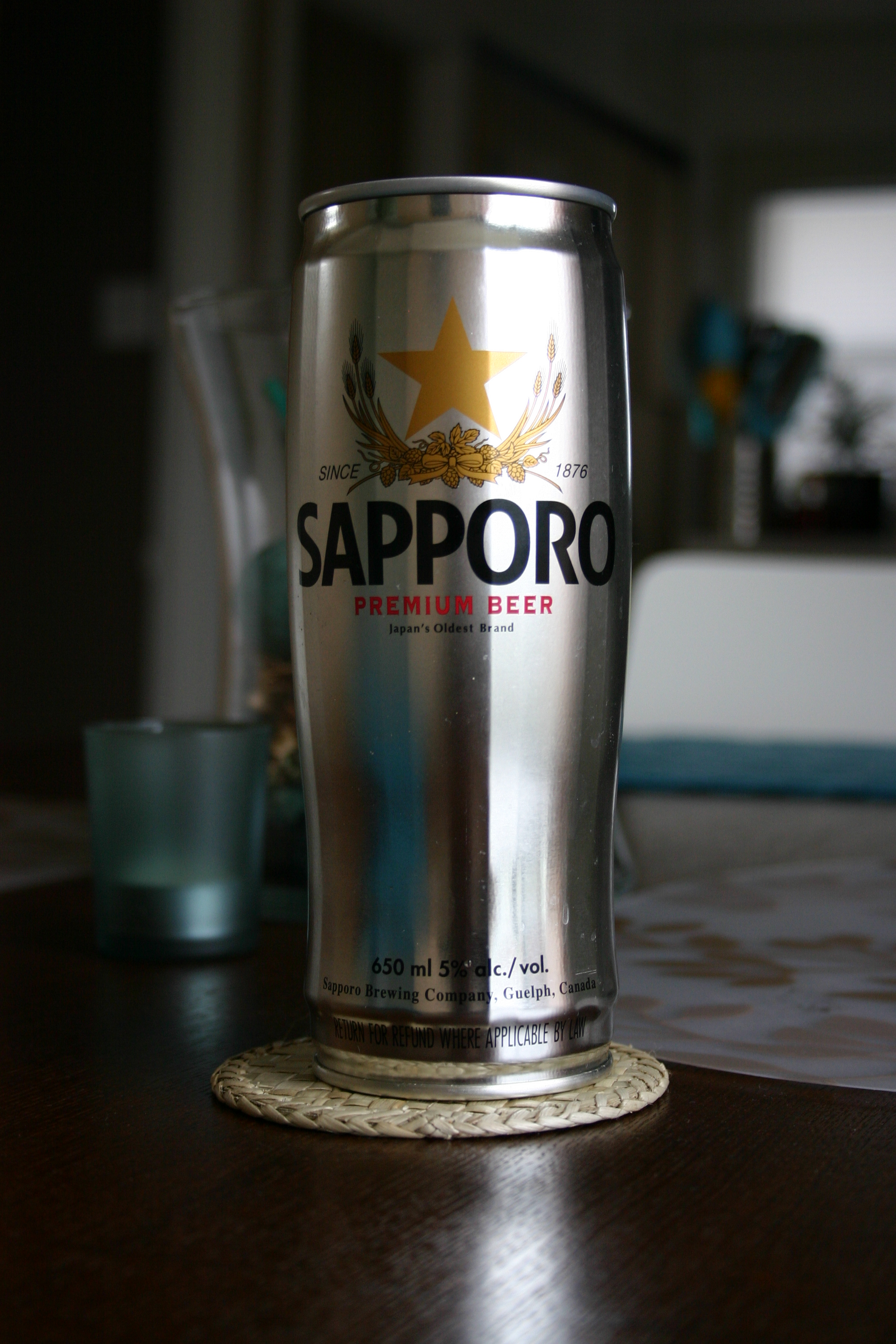
Une cannette de bière Sapporo

Sapporo est, avec Asahi et Kirin, l'une des marques de bière les plus consommées au Japon. Elle est produite par le groupe Sapporo Breweries Limited (サッポロビール株式会社), qui, comme son nom l'indique, a ses origines à Sapporo, sur l'île d'Hokkaidō. Le Sapporo Beer Museum (サッポロビール博物館 Sapporo Bīru Hakubutsukan) se trouve dans ses locaux.
Au Canada, Sapporo est propriétaire de trois divisions: Okanagan Spring Brewery (BC), Sleeman Brewing & Malting Co.(ON) et Sleeman Unibroue (QC).

## Bières
- Draft One, Happoshu
- Edelpils, Pilsener
- Namashibori, Happoshu
- Namashibori Fiber, Happoshu
- Namashibori Mugi, Happoshu
- Namashibori Toretate, Happoshu
- Sapporo Black, Euro dark lager
- Sapporo Classic, German pilsener
- Sapporo Draft, Japanese rice lager
- Sapporo Light, Light lager
- Sapporo Organic 100, German pilsener
- Sapporo Original Draft, Japanese rice lager
- Sapporo Pilsener Premium, German pilsener
- Sapporo Premium, Japanese rice lager
- Sapporo Reijou, Happoshu
- Sapporo Reserve, Euro pale lager
- Sapporo Slims, Happoshu
- The Winter's Tale - Fuyumonogatari, Japanese rice lager
- Yebisu (Premium), Dortmunder / Export lager
- Yebisu Black, Euro dark lager
- Yebisu Cho-choki-jukusei

## Musée
Sapporo Breweries possède le musée de la bière de Sapporo.